# NY心霊捜査官
『NY心霊捜査官』（ニューヨークしんれいそうさかん、Deliver Us from Evil）は、2014年のアメリカ合衆国のクライムホラー映画。
元ニューヨーク市警の巡査部長であり、実在する霊能力者だと言われているラルフ・サーキの手記『エクソシスト・コップ NY心霊事件ファイル』を原作としている。
原題「Deliver us from evil」は「主の祈り」の一節。

## ストーリー
ニューヨーク市警察の警察官であるラルフ・サーキは、動物園で母親が我が子をライオンの檻に投げ捨てるといった事件や、妻に対して激しい暴力をふるった男性の事件を担当していた。これらの事件は一件全く関連性はないように思われたが、どちらの事件の加害者もまるで何か別のものに取り憑かれたかのような半狂乱の状態で逮捕されていた。サーキはこれらの事件を捜査していくうちに、自分にしか見えない何かが裏に潜んでいることを確信する。そんな彼の前に、メンドーサと名乗る神父が現れ、一連の事件は悪霊によって引き起こされたもので、サーキが持っている霊能力を使って事件を解決するよう彼に助言する。こうしてニューヨークでたった一人の「心霊捜査官」となったサーキは、早速霊能力で事件を捜査していくが、その裏には彼の想像を超える恐ろしい存在が潜んでいた。

## キャスト
※括弧内は日本語吹替
- ラルフ・サーキ（英語版） - エリック・バナ（藤原啓治）
- ジョー・メンドーサ神父 - エドガー・ラミレス（白熊寛嗣）
- ジェン・サーキ - オリヴィア・マン（藤貴子）
- ミック・サンティノ - ショーン・ハリス（菅原雅芳）
- バトラー - ジョエル・マクヘイル（森川智之）
- クリスティーナ・サーキ - ルールー・ウィルソン（伊藤かな恵）
- ジェーン・クレナ - オリヴィア・ホートン（最所美咲）
- ジミー・トラトナー - クリス・コイ
- デイヴィッド・グリッグス - スコット・ジョンソン（山岸治雄）
- ナドラー - マイク・ヒューストン（島田岳洋）
- ルシンダ・トラトナー - ジェナ・ガヴィギャン
- アルバゲッティ - ダニエル・サウリ
- セラフィナ - アントワネット・ラヴェッキア
- マリオ - Aidan Gemme
- 女性警官 - ロリータ・フォスター（花藤蓮）